# Riu Neajlov
El Neajlov és un riu de Romania. És un afluent dret del riu Argeș, que es troba prop de Gostinari, comtat de Giurgiu. Neix a la plana més alta romanesa, a l'est de Pitești. Fa 188 km de llargada i la seva superfície de conca és de 3.718,5 km².

## Ubicació
La conca fluvial es troba a la part sud de Romania, el rang geogràfic és de 24° 51' 12”-26° 13' 52” de longitud E i 43° 55' 31” -44° 49' 32” de latitud N.

## Ciutats i pobles
Les següents ciutats i pobles estan situats al llarg del riu Neajlov, des de la font fins a la boca: Oarja, Morteni, Petresti, Uliesti, Corbii Mari, Vanatorii Mici, Crevedia Mare, Clejani, Bulbucata, Iepuresti, Singureni, Călugăreni i Comana.

## Afluents
Els següents rius són afluents del riu Neajlov (des de la font fins a la desembocadura):
Esquerra: Neajlovel (I), Neajlovel (II), Izvor, Ilfovăț
Dreta: Valea Strâmbă, Copăcel, Holboca, Baracu, Chiricanu, Dâmbovnic, Bălăria, Vârtop, Câlniștea, Dadilovăț, Gurban

## Història
La batalla de Călugăreni de l'agost de 1595 entre l'exèrcit de Valàquia dirigit per Miquel el Valent i l'exèrcit otomà dirigit per Koca Sinan Pasha, es va lliurar a la riba del Neajlov.